# Napeanthus bracteatus
Napeanthus bracteatus är en tvåhjärtbladig växtart som beskrevs av Conrad Vernon Morton. Napeanthus bracteatus ingår i släktet Napeanthus och familjen Gesneriaceae. Inga underarter finns listade i Catalogue of Life.